# 邱善佑
邱善佑，CBE，JP[?]（1886年10月27日—1964年1月24日），檳城富商和政治家，1934年至1941年代表檳城華人出任海峽殖民地立法局非官守議員，1923年至1937年和1946年至1951年兩度出任檳城喬治市市政局非官守議員。
邱善佑是檳城華僑大族龍山堂邱氏松房成員，父親邱朝仲曾分別獲荷屬東印度政府和英屬海峽殖民地政府授予阿薩漢甲必丹和非官守太平局紳榮銜。邱朝仲在1916年逝世後，邱善佑即繼承得大批產業，並開始參與社會事務。除了立法局和市政局的職務外，他還歷任平章會館會長、檳城中華總商會正會長、龍山堂邱公司信理兼主席、華民參事局員、華民護衞司轄下保良局首總理和檳城多家學校的校董等職務。另一方面，邱善佑熱衷於檳城的體育發展，1926年參與創立檳城羽球協會和出任首任會長，後來進一步出任首任贊助人；他也於1928年參與成立檳城中華游泳公會，兼任會長，以及曾任檳城中華體育會副會長等職。
1941年至1945年檳城淪陷期間，邱善佑一度遭日軍拘捕，後被威迫交出100萬馬來亞元，始獲釋放，免遭殺身之禍。為肯定他多年來在公共事務的表現，他多次獲英廷授勳，當中包括在1939年獲授OBE勳銜，以及在二戰後於1954年晉獲CBE勳銜。位於檳城喬治市內的邱善佑路和別稱「善佑戲院」的大華戲院，均以他命名。

## 生平

### 早年生涯
邱善佑祖籍福建廈門新江（今新垵村），為新江邱氏第21世裔孫，也是檳城華僑大族龍山堂邱氏松房成員，1886年10月27日生於英屬海峽殖民地馬六甲。他的父親邱朝仲（1840年－1916年）生於海峽殖民地檳城，後來在荷屬東印度（印尼前身）阿薩漢（Asahan）經商致富，曾獲荷蘭殖民地政府授予阿薩漢甲必丹榮銜，後又獲英國殖民地政府奉委非官守太平局紳。
邱朝仲育有三子三女，而邱善佑即其次子。邱善佑自幼定居檳城，早年受教於檳城大英義學，畢業後他一直與母校維持緊密的聯繫，除了多次捐助母校以外，又為母校特設「邱善佑獎學金」，並擔任大英義學校友會主席，1918年起終身出任母校校董，其後進一步兼任校董會主席一職。

### 公職生涯

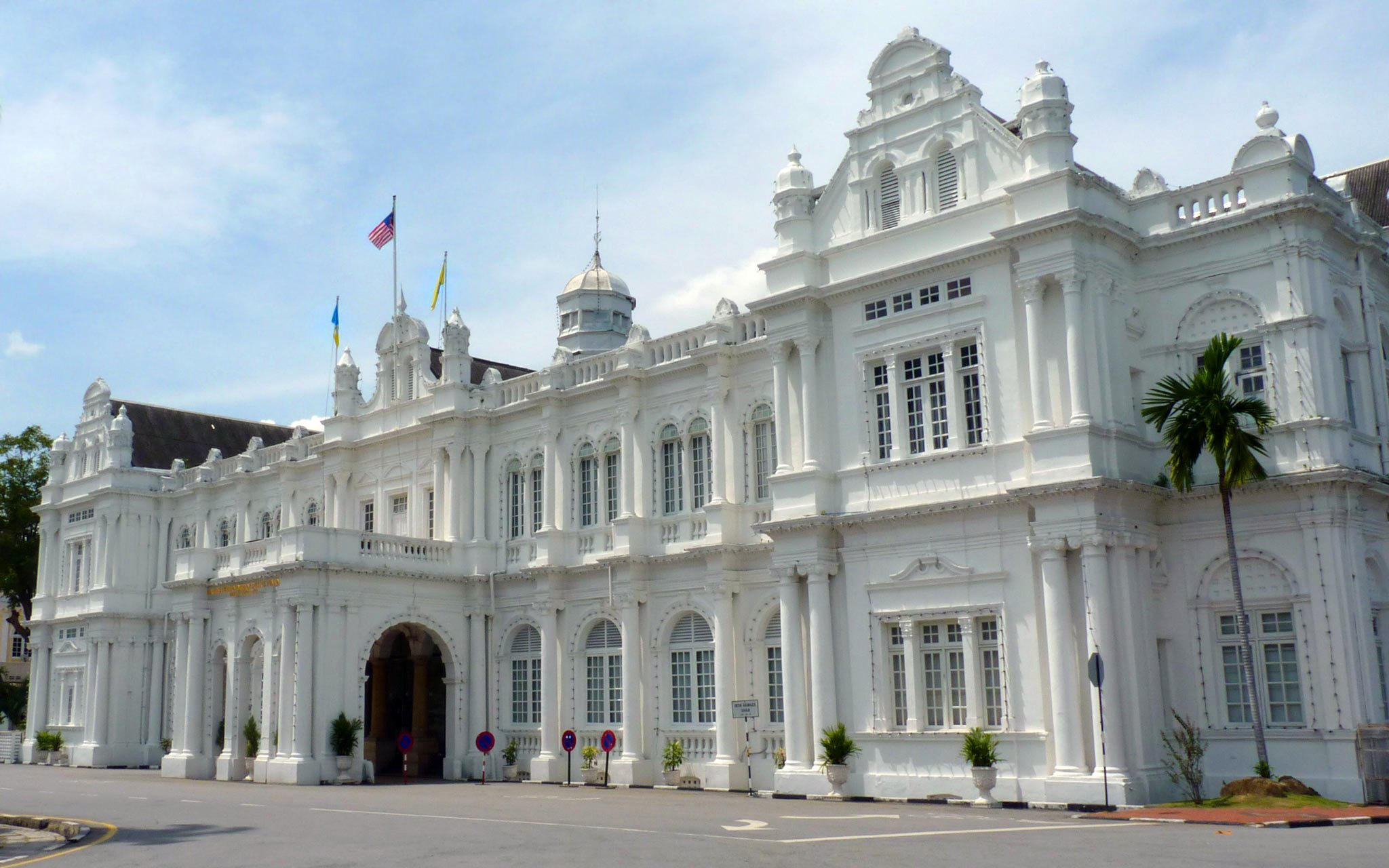
邱善佑於1923年至1937年和1946年至1951年兩度出任檳城喬治市市政局（圖）非官守議員

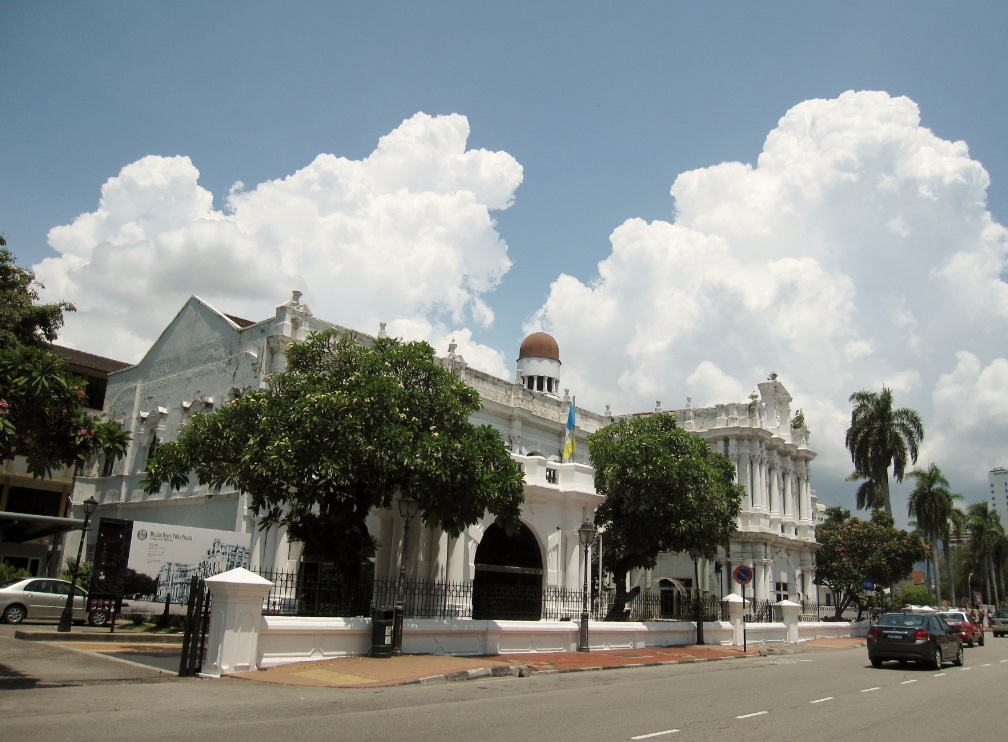
邱善佑畢業於檳城大英義學，後來歷任該校校友會主席、校董和校董會主席。該校已遷往他處，現址用作檳城州立博物館（圖）

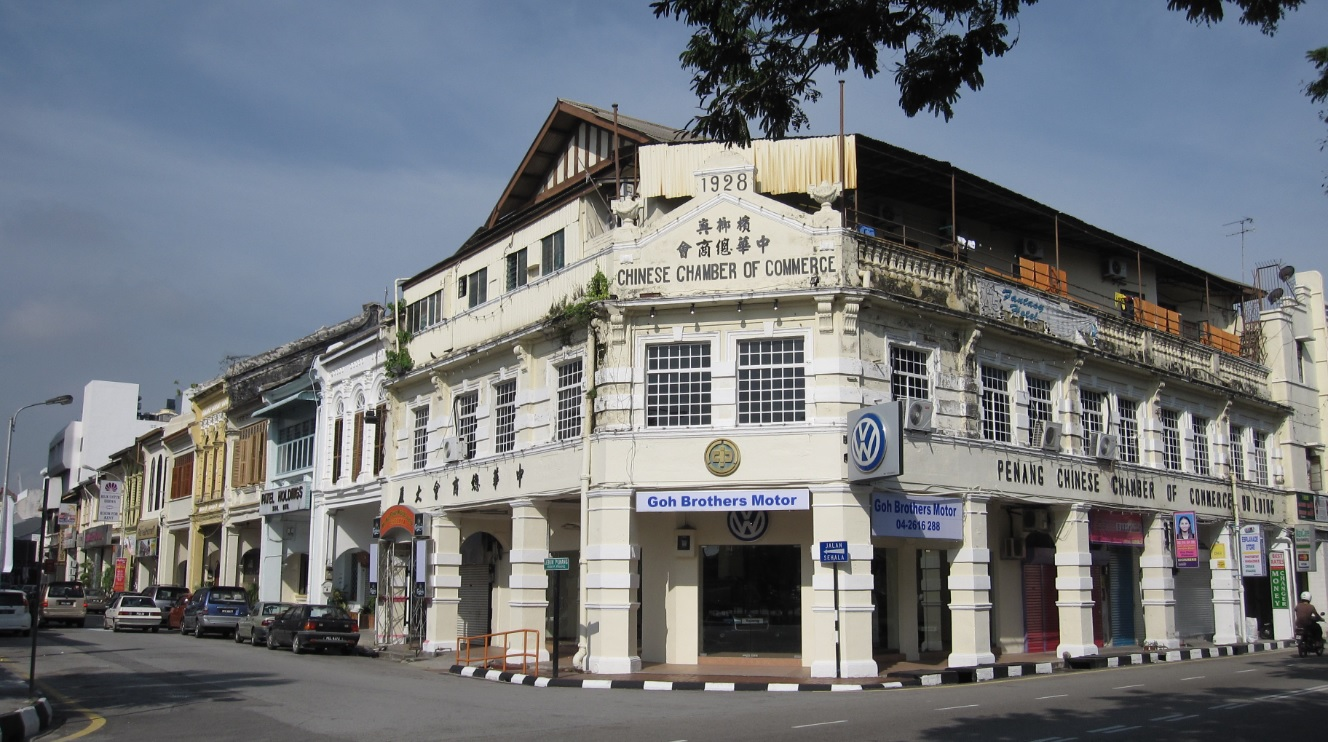
邱善佑1933年至1941年出任檳城中華總商會（圖）正會長

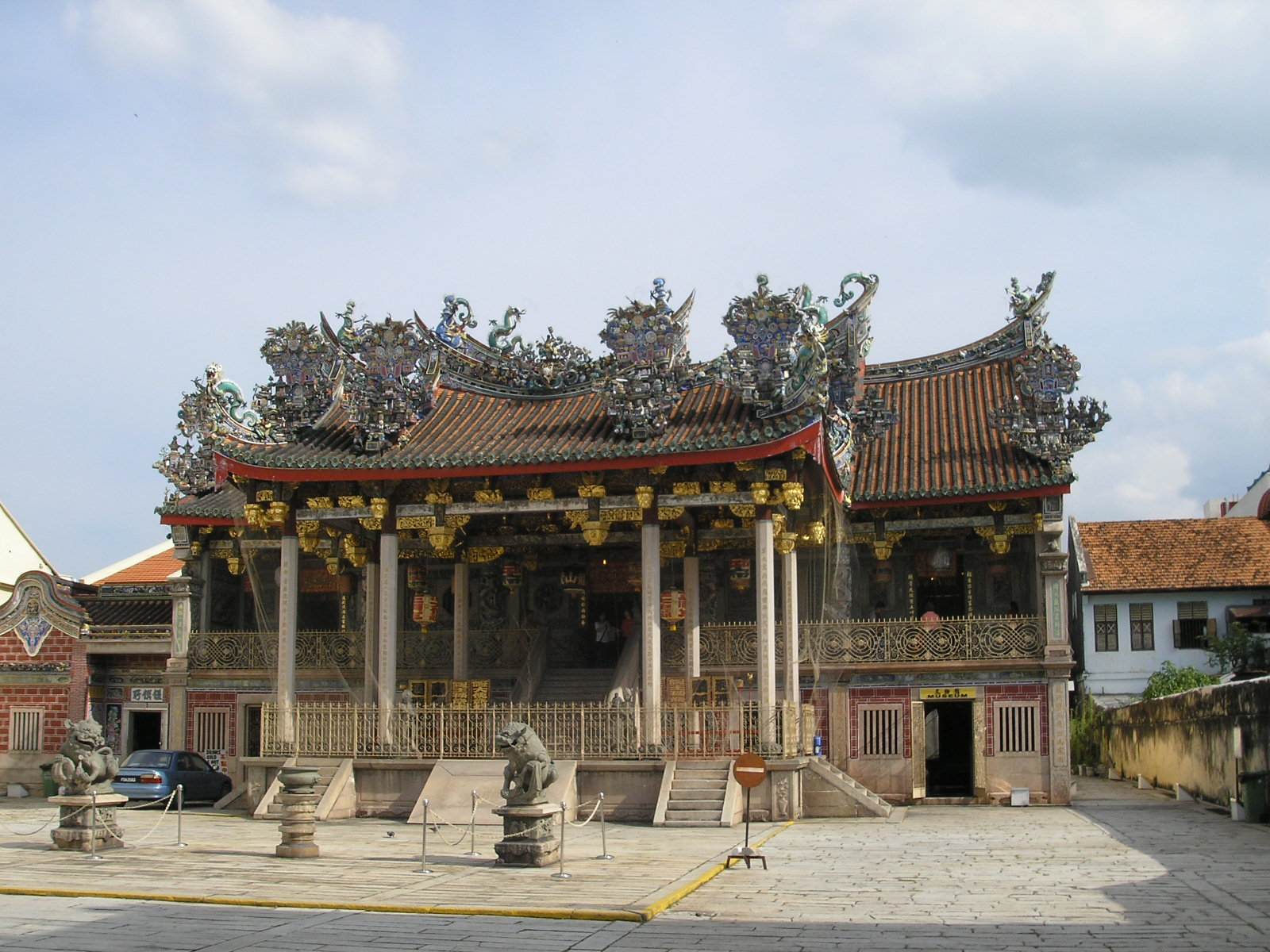
邱善佑曾任龍山堂邱公司（圖）信理兼主席

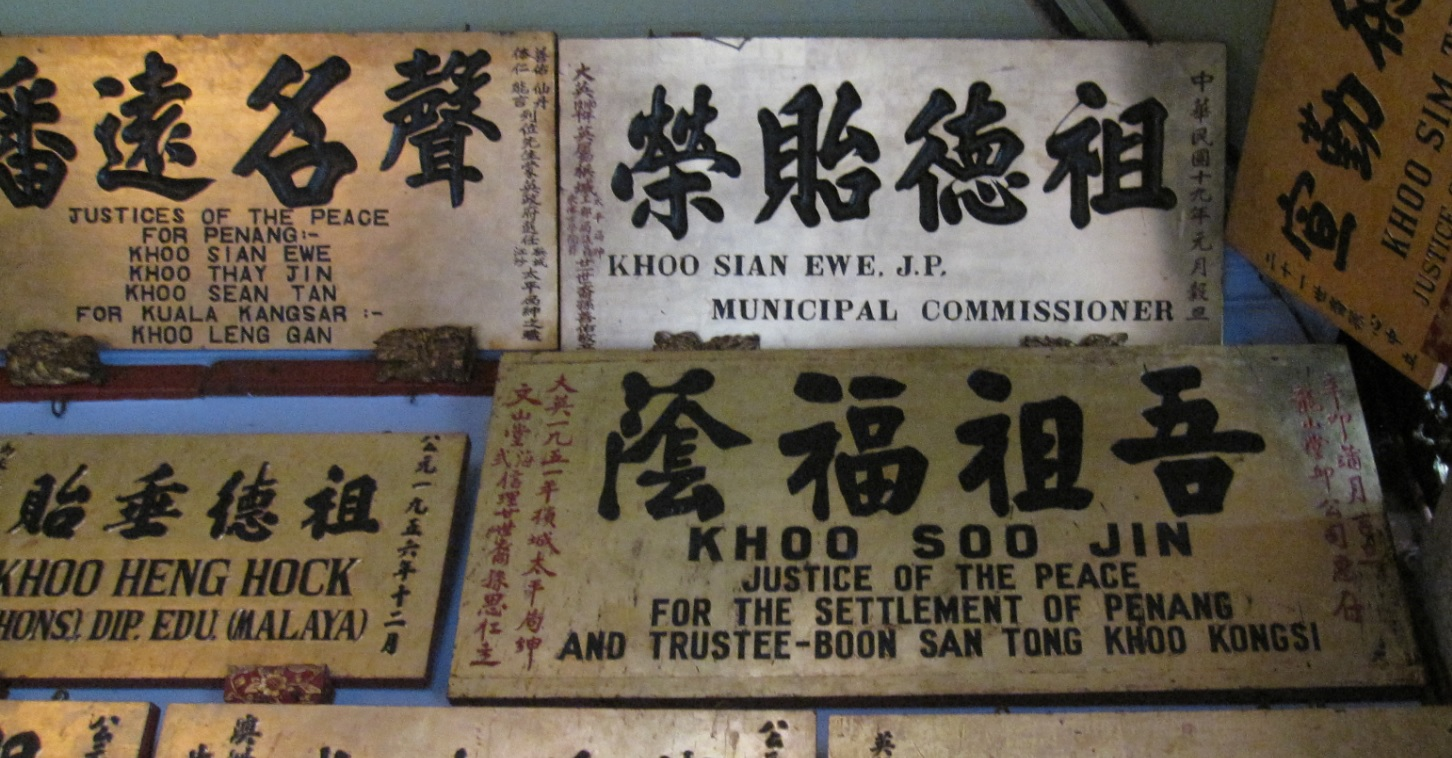
龍山堂邱公司內懸有邱善佑的「祖德貽榮」牌匾（圖）

邱善佑畢業後隨即從商，主要在檳城協助父親邱朝仲打理在馬來亞的業務，而他的長兄則負責在荷屬東印度打理家族業務。當邱朝仲在1916年逝世後，他承繼得大筆財產和檳城的大批產業，未幾便成為檳城華民代表之一，開始活躍參與當地的公共事務。早於第二次世界大戰前，他已身兼多職，當中包括在1922年起擔任平章會館（檳州華人大會堂前身）信理，其後於1927年起終身擔任會館的主席，1933年至1941年更出任檳城中華總商會正會長一職。作為檳城邱氏家長之一，他歷任龍山堂邱公司信理兼主席、紹德堂邱公司主席、敦敬堂邱公司主席和邱氏家族會主席等職；此外，他也在多家本地社團任職，職務包括檳城扶輪社理事、華僑仁善會創會會長、漳州會館會長、寶福社社長、以及益善社、金蘭社和寶福社的信理等。
邱善佑特別關注檳城的教育發展，歷年來多次捐助當地學校，受助學校包括母校檳城大英義學、聖芳濟書院和檳城英華學校（檳城衛理男校前身）等。他除了長年擔任大英義學的校董以外，也曾任孔聖廟中華學校校董、鍾靈中學名譽校董和英華校友會名譽會長等多項與教育相關的職務，並參與發起檳城孔教會和擔任該會會長。另一方面，邱善佑積極推動檳城的體育發展，其中，他在1926年促成檳城羽球協會成立，並兼任協會首任會長，後來還進一步出任協會首任贊助人。羽球協會成立後，他向檳城和馬來亞地區推廣羽毛球運動，使有關運動在當地得到一定的發展。在其他運動方面，邱善佑也於1928年參與成立檳城中華游泳公會，兼任會長，以及曾任檳城中華體育會副會長等。
在不少社團和辦學團體任職的邱善佑也逐漸得到英國殖民地政府的注意，1920年，他獲政府奉委非官守太平局紳，1923年再獲委任為檳城喬治市市政局非官守議員，一任14年，到1937年才告卸任。此後，他被委以多項公職，當中包括華民參事局員、華民護衛司轄下保良局首總理、國殤紀念基金委員會主席和檳城中央醫院委員等。1924年，英國溫布萊舉辦大英帝國博覽會，負責代表檳城參展的邱善佑獲委任為「馬來亞-婆羅乃館」委員，並在同年當選倫敦皇家文藝學會院士（F.R.S.A.）。1934年1月，邱善佑進一步獲海峽殖民地總督金文泰爵士委任為立法局非官守議員，以填補林清淵辭職後遺下的檳城華人議席。同年2月，立法局特地由新加坡改到馬六甲召開會議，好讓他能夠在出生地宣誓就職。
第二次世界大戰在1939年爆發後，邱善佑多次捐助殖民地政府以支持英國在歐洲的戰事，其中包括在1939年9月二戰爆發後不久捐出5,000馬來亞元，以及在1940年7月再捐出1,000英鎊。隨著遠東和東南亞局勢日益嚴峻，他進一步獲政府委任為平糶局局長，到1941年5月還獲政府根據《防衛（補償）規例》委任為補償委員會委員，參與審理在檳城地區因防務工作而引起的賠償個案。不過，當太平洋戰爭和馬來亞戰役在1941年12月相繼爆發後，當地局勢因日軍入侵而急轉直下，而檳城也於同月失守淪陷。作為海峽殖民地立法局議員和檳城的華民代表之一，邱善佑在檳城淪陷後即遭日軍拘捕。當時日軍威迫大馬各地的華人代表湊集5,000萬馬來亞元，作為支持「大東亞共榮圈」的「禮物」，否則予以槍決。受到日方威迫的邱善佑最終交出百萬馬來亞元，才免遭殺身之禍。
1945年8月日本無條件投降後，檳城的地位出現不少轉變，由於檳城原屬的海峽殖民地在戰後遭到解散，結果當文治政府於1946年恢復後，檳城被歸併入馬來亞聯邦，成為聯邦其中一個州，馬來亞聯邦其後於1948年再度改組為馬來亞聯合邦。戰後的邱善佑重新參與公共事務，雖然原有的海峽殖民地立法局在戰後遭到解散，但他在1946年復出奉委喬治市市政局非官守議員。一直到1951年12月，殖民地政府為推動馬來亞的獨立進程，為喬治市市政局首次加入民選議席，同時裁減其中三席非官守委任議席，結果邱善佑成為其中一位被裁減議席的委任議員，正式告別服務多年的市政局。為肯定他在檳城出任公職的表現，邱善佑多次獲英廷授勳，其中計有在1935年、1937年和1953年分別獲英皇喬治五世銀禧獎章、英皇喬治六世加冕獎章和英女皇伊利沙伯二世加冕獎章，另外於1939年獲OBE勳銜，二戰後再於1954年獲CBE勳銜。

### 晚年生涯
退出市政局後，邱善佑仍繼續參與社會事務，期間經歷馬來亞在1957年獨立，自1961年以後才因為長年患病而淡出公開場合。1964年1月24日清早，邱善佑於檳城喬治市檳城路寓所逝世，終年77歲，死時仍身兼平章會館主席和檳城大英義學校董會主席等職。邱善佑的喪禮在同年1月30日舉行，各界前來致悼者眾，當中包括時任檳城首席部長拿督王保尼、喬治市市長崔耀才、以及來自十多家曾獲邱善佑捐助的學校的大批師生，而時任檳城州長敦拉惹烏達爵士伉儷也有致送花圈以示哀悼。

## 個人生活
邱善佑於1905年娶李心娘（Lee Sim Neoh）為妻，後來又娶李玉大（Lee Gaik Thye）為妻，兩人都是殷商李綿忠的女兒，也是新加坡和檳城萬興號輪船公司東主邱忠道的外孫女。李心娘逝世後，邱善佑曾為1935年成立的檳城雙溪賴銀禧老人院捐建四座院舍，作為紀念。至於李玉大則於1960年5月在檳城去世，終年67歲。
邱善佑育有八子五女，長子邱吉種從商，曾任龍山堂邱公司主席，五子拿督斯里邱吉壽為執業事務律師，同樣曾任龍山堂邱公司主席，另外其中一子邱吉添為執業大律師。

## 榮譽

### 殊勳
- 以下列出榮譽全稱及縮寫：^ 
  - 非官守太平局紳（J.P.） （1920年[9]）
  - 皇家文藝學會院士（F.R.S.A.） （1924年[4]）
  - 英皇喬治五世銀禧獎章 （1935年[7]）
  - 英皇喬治六世加冕獎章 （1937年[16]）
  - 英帝國官佐勳章（O.B.E.） （1939年元旦授勳名單[17]）
  - 英女皇伊利沙伯二世加冕獎章 （1953年[7]）
  - 英帝國司令勳章（C.B.E.） （1954年英女皇壽辰授勳名單[18]）

### 以他命名的事物
- 邱善佑路（Jalan Khoo Sian Ewe／Khoo Sian Ewe Road）：位於檳城喬治市內，邱氏生前在該處擁有樂台居餐廳等大部份產業。[2]
- 大華戲院（The Majestic Theatre）：又名「善佑戲院」，位於邱善佑路，建於1926年。[2]
- 邱善佑大廈（Khoo Sian Ewe Building）：原位於檳城州北海。[23]
- 邱善佑獎學金（Khoo Sian Ewe Scholarship）：設於檳城大英義學。[7]
- 邱善佑盃（Khoo Sian Ewe Cup）：曾經分別是檳城的一項射擊和游泳比賽。[24][25]

## 注腳
1. ↑  〈新江邱氏的來源〉（造訪於2014年5月17日）
2. 1 2 3 4 5 6 7 8 9  朱志強（2003年），頁50。
3. 1 2 3 4 5 6 7 8 9  楊炳坤（1997年6月），頁111至112。
4. 1 2 3 4 5 6 7  "MR. KHOO SIAN EWE" (8 January 1934)
5. 1 2  "Saturday, December 7, 1918", (12 December 1918)
6. ↑  "SOCIAL AND PERSONAL" (7 September 1918)
7. 1 2 3 4 5 6 7 8 9 10 11 12 13 14 15 16 17  Wong (1963), pp.25-26.
8. ↑  "PENANG ROTARY CLUB FORMED" (14 August 1930)
9. 1 2 3 4 5 6 7  "Death at 81 of Mr. Khoo, a pre-war leader" (25 January 1964)
10. ↑  "Decorations Presented Before Council Meeting" (12 June 1939)
11. ↑  "PENANG'S NEW MEMBER" (9 February 1934)
12. ↑  "PATRIOTIC FUND IN PENANG" (16 September 1939)
13. ↑  "£1,000 FROM PENANG COUNCILLOR" (19 July 1940)
14. ↑  "COMPENSATION BOARD" (10 May 1941)
15. 1 2 3  謝詩堅（1988年）
16. 1 2  "MALAYAN CORONATION MEDAL AWARDS" (26 May 1937)
17. 1 2  "Supplement to Issue 34585 （页面存档备份，存于）", London Gazette, 30 December 1938, p.18.
18. 1 2  "Supplement to Issue 40188 （页面存档备份，存于）", London Gazette, 1 June 1954, p.3280.
19. ↑  "Chief Minister at funeral of Chinese leader" (31 January 1964)
20. ↑  "PENANG NOTES" (20 October 1905)
21. ↑  "History" (retrieved on 17 May 2014)
22. ↑  "1,000 at funeral" (12 May 1960)
23. ↑  "Another Bank For Butterworth" (24 December 1948)
24. ↑  "KHOO SIAN EWE CUP" (20 January 1936)
25. ↑  "PENANG SWIMMING" (11 January 1935)

### 英文資料
- "PENANG NOTES （页面存档备份，存于）", Eastern Daily Mail and Straits Morning Advertiser, 20 October 1905, p.1.
- "SOCIAL AND PERSONAL （页面存档备份，存于）", The Straits Times, 7 September 1918, p.8.
- "Saturday, December 7, 1918 （页面存档备份，存于）", The Singapore Free Press and Mercantile Advertiser, 12 December 1918, p.375.
- "PENANG ROTARY CLUB FORMED （页面存档备份，存于）", The Singapore Free Press and Mercantile Advertiser, 14 August 1930, p.10.
- "MR. KHOO SIAN EWE （页面存档备份，存于）", The Singapore Free Press and Mercantile Advertiser, 8 January 1934, p.2.
- "PENANG'S NEW MEMBER （页面存档备份，存于）", The Singapore Free Press and Mercantile Advertiser, 9 February 1934, .2.
- "PENANG SWIMMING （页面存档备份，存于）", The Singapore Free Press and Mercantile Advertiser, 11 January 1935, .15.
- "KHOO SIAN EWE CUP （页面存档备份，存于）", The Straits Times, 20 January 1936, p.15.
- "MALAYAN CORONATION MEDAL AWARDS （页面存档备份，存于）", The Straits Times, 26 May 1937, p.17.
- "Decorations Presented Before Council Meeting （页面存档备份，存于）", The Straits Times, 12 June 1939, p.12.
- "PATRIOTIC FUND IN PENANG （页面存档备份，存于）", The Singapore Free Press and Mercantile Advertiser, 16 September 1939, .3.
- "£1,000 FROM PENANG COUNCILLOR （页面存档备份，存于）", The Straits Times, 19 July 1940, p.10.
- "COMPENSATION BOARD （页面存档备份，存于）", The Singapore Free Press and Mercantile Advertiser, 10 May 1941, p.9.
- "Another Bank For Butterworth （页面存档备份，存于）", The Straits Times, 24 December 1948, p.4.
- "1,000 at funeral （页面存档备份，存于）", The Straits Times, 12 May 1960, p.7.
- Wong, Choon San, The Gallery of Chinese Kapitans. Singapore: Ministry of Culture, 1963.
- "Death at 81 of Mr. Khoo, a pre-war leader （页面存档备份，存于）", The Straits Times, 25 January 1964, p.6.
- "Chief Minister at funeral of Chinese leader （页面存档备份，存于）", The Straits Times, 31 January 1964, .7.
- "History （页面存档备份，存于）", Silver Jubilee Home for the Aged, retrieved on 17 May 2014.

### 中文資料
- 謝詩堅著，〈第四章：邁上漫長政治路〉，《林蒼佑評傳》。檳城：檳榔出版社，1988年。
- 楊炳坤著，〈杏林人在檳城〉，《杏林文史資料（第一輯）》。廈門：廈門市杏林區委員會文史資料委員會，1997年6月，頁101至115。
- 朱志強著，《檳城龍山堂邱公司：歷史與建築》。檳城龍山堂邱公司，2003年。ISBN 978-9-83416-980-0
- 〈新江邱氏的來源 （页面存档备份，存于）〉，龍山堂邱公司，造訪於2014年5月17日。

## 延伸閱讀
- Khoo, Salma Nasution, Streets of George Town Penang （页面存档备份，存于）. Penang: Areca Books, 2007. ISBN 978-9-83988-600-9

## 外部連結
- Leong San Tong Khoo Kongsi （页面存档备份，存于）
- PERSONALITY OF THE YEAR: Dato' Seri Khoo Keat Siew and The Khoo Kongsi At George Town, Penang （页面存档备份，存于）, The Council of Dato' Dato' State of Penang
- Khoo Sian Ewe Road (邱善佑路) （页面存档备份，存于）, Penang, Penang lang (檳城人) lah......
- Khoo Cheow Teong (邱朝仲) （页面存档备份，存于）, Overseas Chinese in the British Empire
- List of British Honours to the Overseas Chinese in the Straits Settlements and British Malaya （页面存档备份，存于）, Overseas Chinese in the British Empire